# アンリ・ズュベール
アンリ・ズュベール（Henri Zuber、1844年6月24日 - 1909年4月7日）はフランスの画家である。1860年代後半をフランス海軍の士官として極東で活動し、朝鮮の人々の生活を描いた旅行記なども執筆した。

## 略歴
アルザスのオー＝ラン県のリクサイム(Rixheim)に生まれた。家族は祖父が創立した壁紙会社を経営していた。家業の影響で、美術に関する興味は育てられていた。ストラスブールやパリで学んだ後、1861年にブレストの海軍学校に入学した。海軍学校では1862年から1863年の間、海洋画家のオーギュスト・メイエ(Auguste Mayer)から絵や製図を学んだ。
海軍士官になり、1864年にフリゲート艦「La Thémis」に乗船し、メキシコ皇帝になるために、メキシコに渡るマクシミリアンを護衛する任務についた。1865年にコルベット艦「プリモゲ(Le Primauguet)」に配属された。プリモゲはサイゴンに基地を置くフランスの極東艦隊に加わるために航海し、航海の間に寄港した各地の風景をスケッチした。サイゴンから香港、横浜にも寄港した。1866年10月に朝鮮でフランス人宣教師が処刑（丙寅教獄）されたことを契機として、李氏朝鮮とフランス軍との間で戦闘（丙寅洋擾）が発生し、フランス軍は江華島に上陸して漢江を結ぶ要塞を占領した。プリモゲもこの遠征に参加しズュベールは江華島や漢江の水路の調査などの任務に従事した。任務を終えて、ジャワ、オーストラリアを経由してフランスに帰国した。
1868年に帰国した後、画家になるために海軍を辞め、シャルル・グレールの画塾で学び、1869年にパリのサロンに作品を出展した。1870年に普仏戦争が始まると、軍に復帰しパリ防衛戦などを戦った。戦争の結果アルザスはドイツ領になったが、パリに定住し、1872年にパリにスタジオを開いた。1874年にパリのアルザス出身者が設立したエコール・アルザシエンヌの設立者の一人となった。
1873年に出版者、アシェットが出版する旅行雑誌「ル・トゥール・デュ・モンド」に1866年に朝鮮で見聞した事を、スケッチとともに寄稿した。朝鮮半島の地図も制作し記事に加えた。
1880年代のはじめ、フランス水彩画家協会(Société d'aquarellistes français)の会員になり、毎年協会の展覧会に出展し、ロンドンでも展覧会に出展した。1897年にフランス芸術家協会の展覧会の審査員を務め、芸術アカデミーへの入会を辞退した。1889年のパリ万国博覧会でメダルを受賞した。
1886年にレジオンドヌール勲章（シュヴァリエ）を受勲し、1906年にレジオンドヌール勲章（オフィシエ）を受勲した。
1909年にパリで亡くなった。

## 作品

### 風景画・海洋画

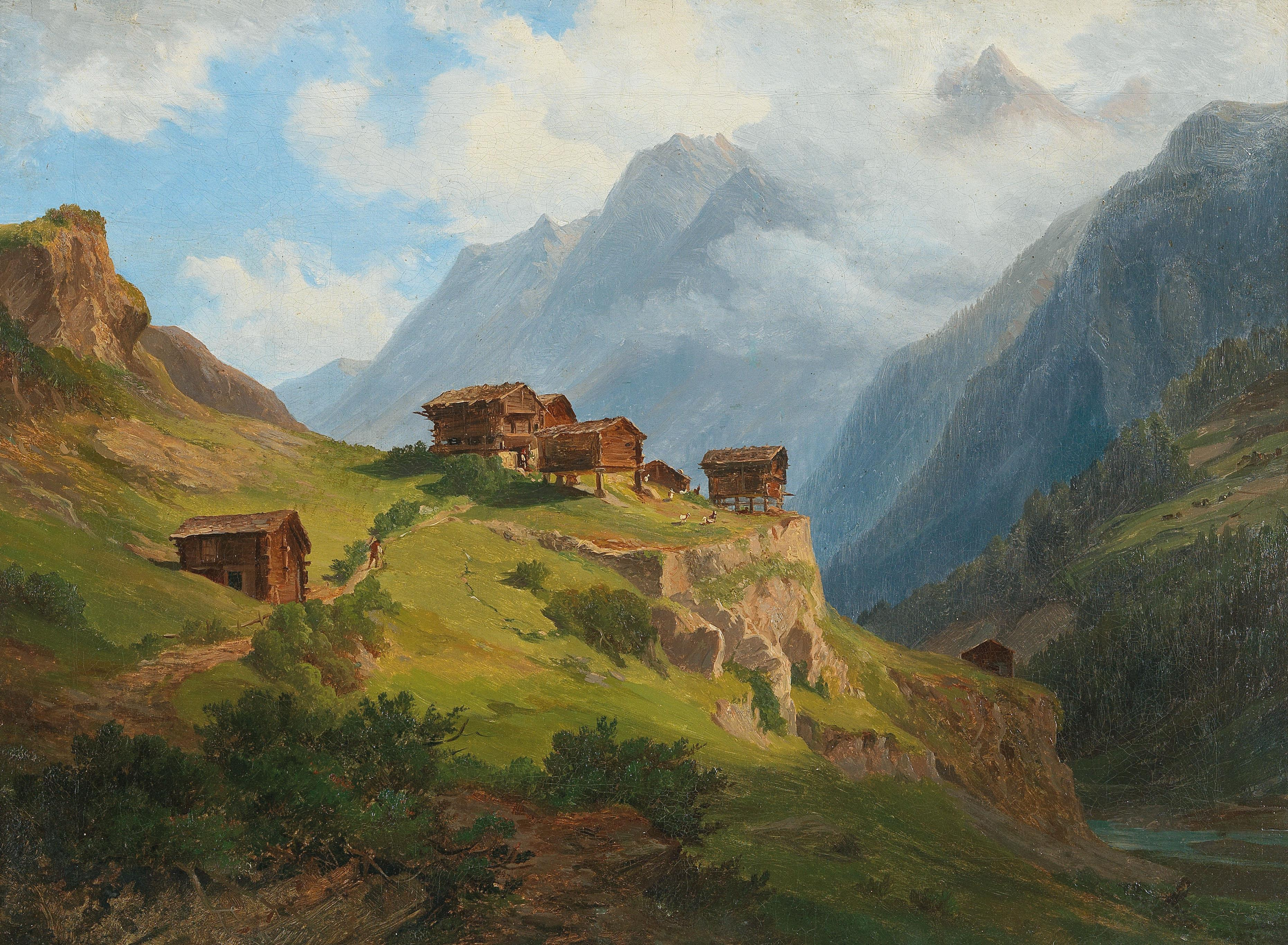
スイスの風景
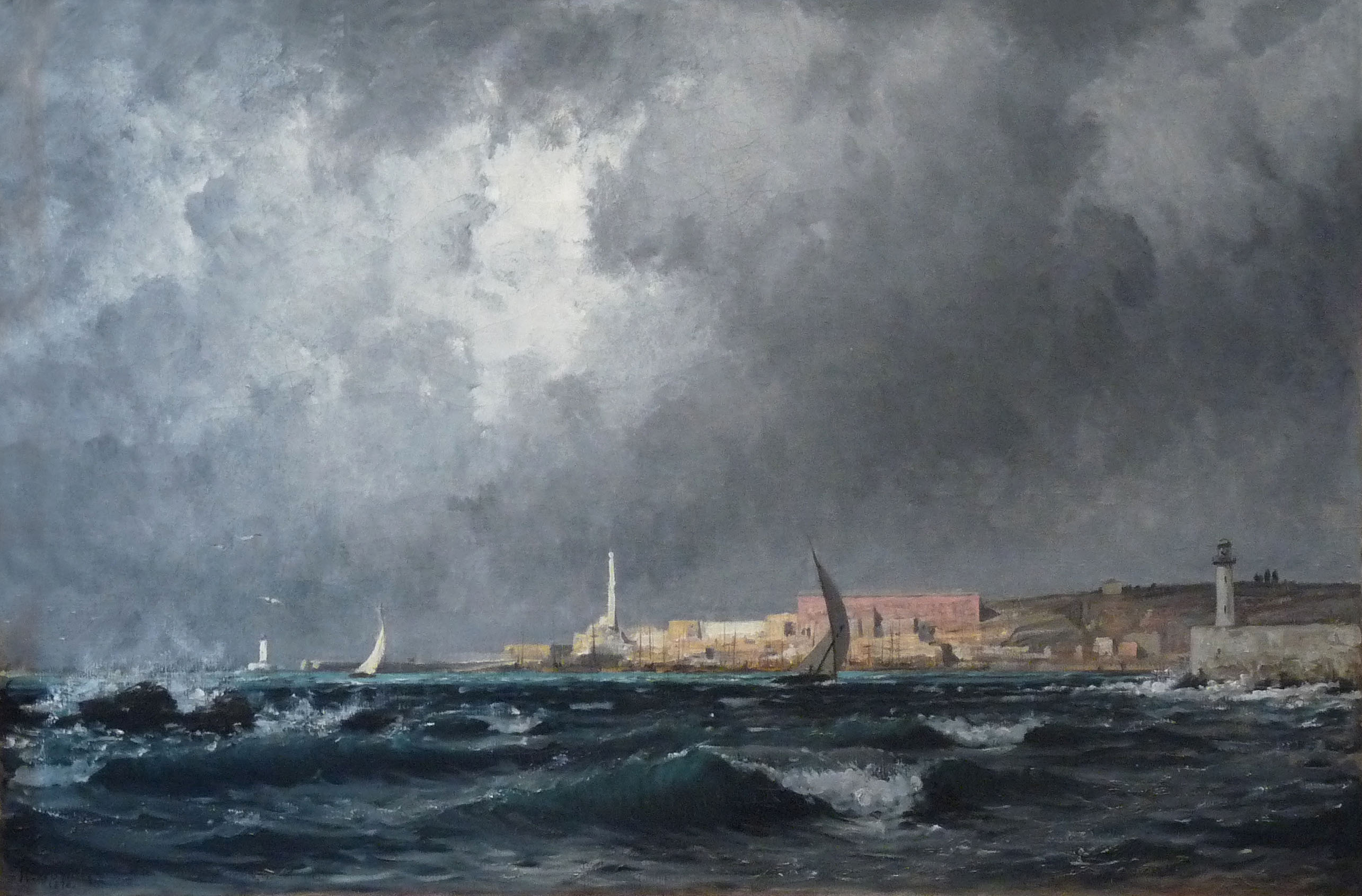
ジェノアの港
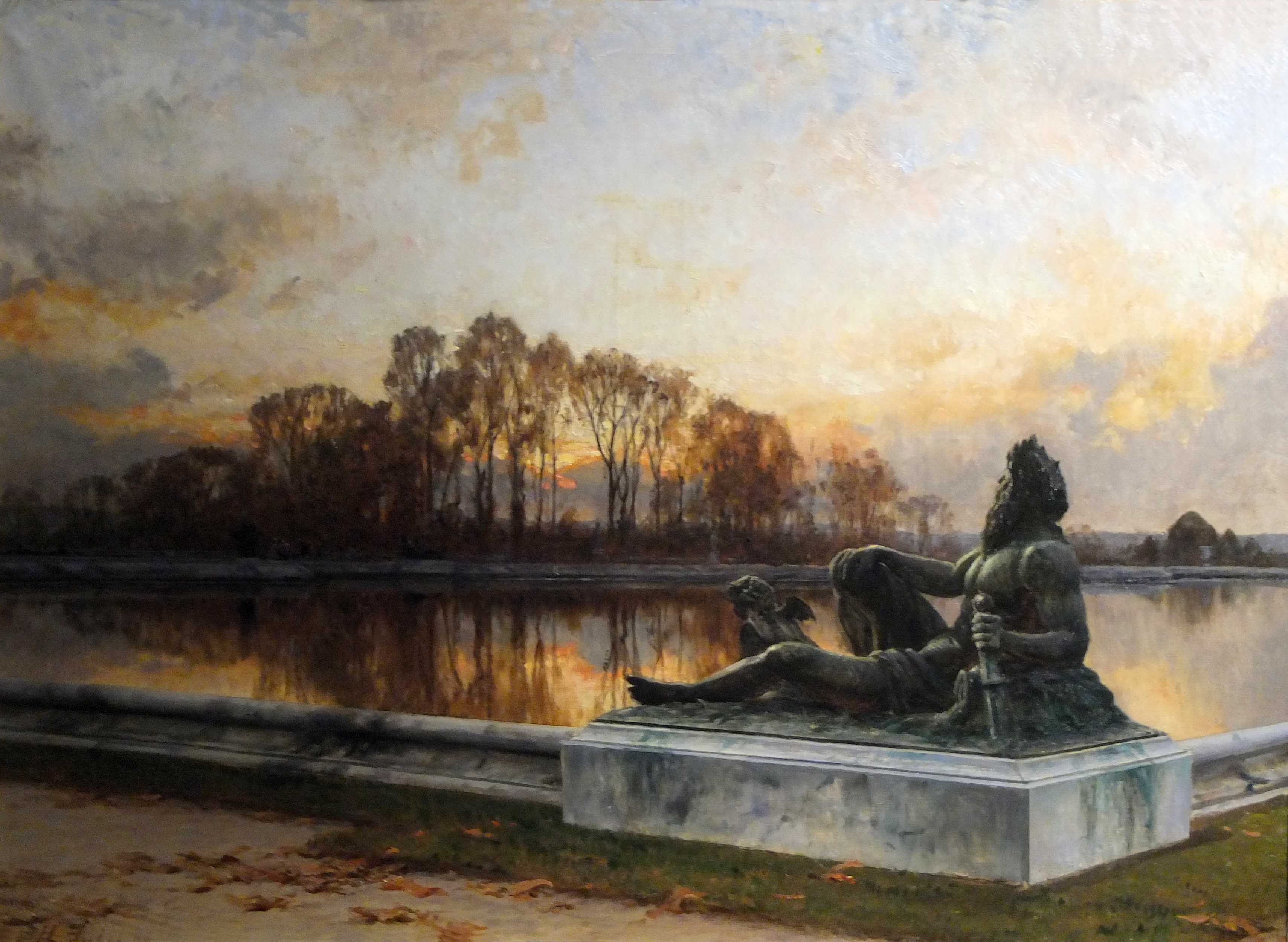
ヴェルサイユ庭園の風景

### 19世紀朝鮮の風物

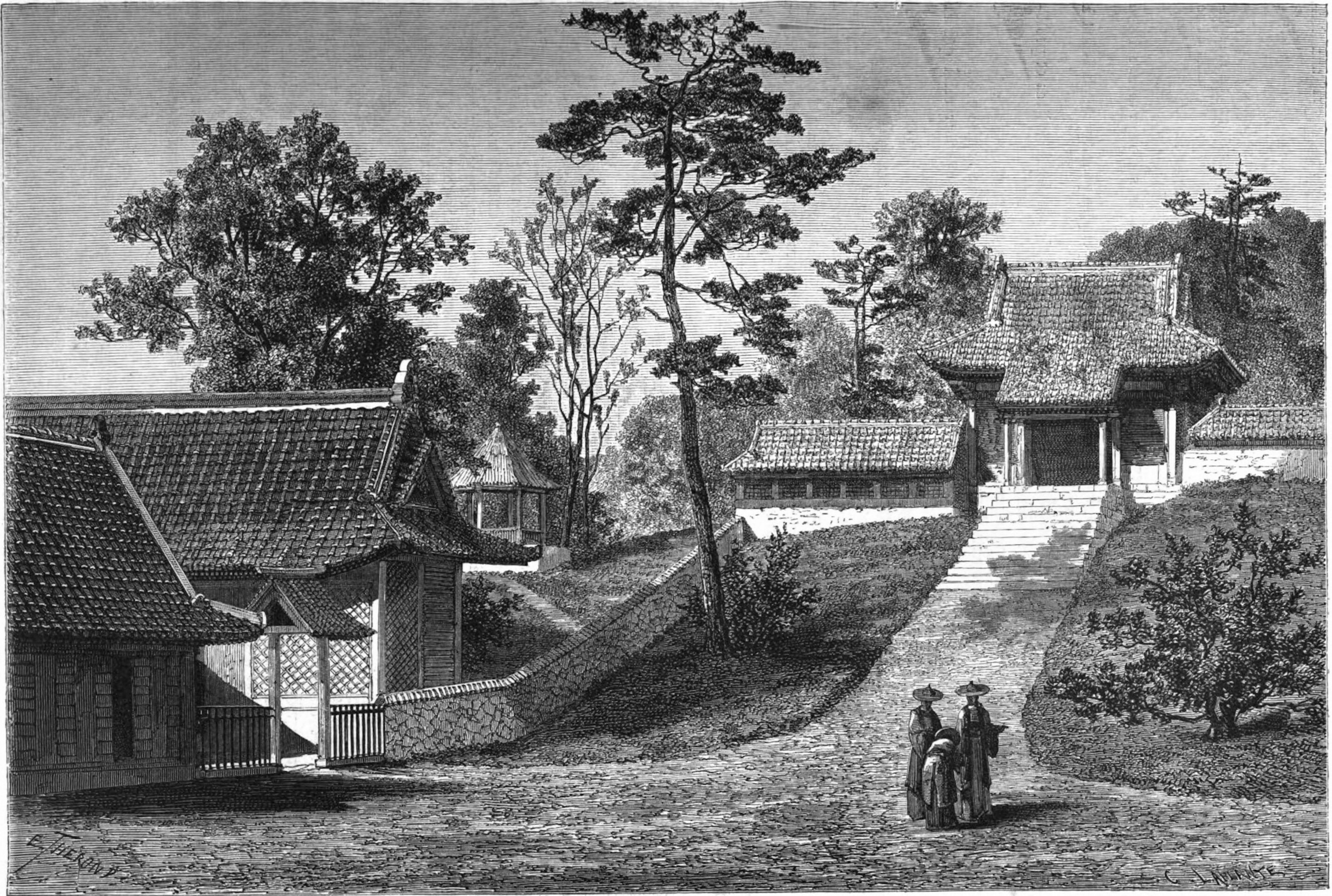
漢江流域の村の風景
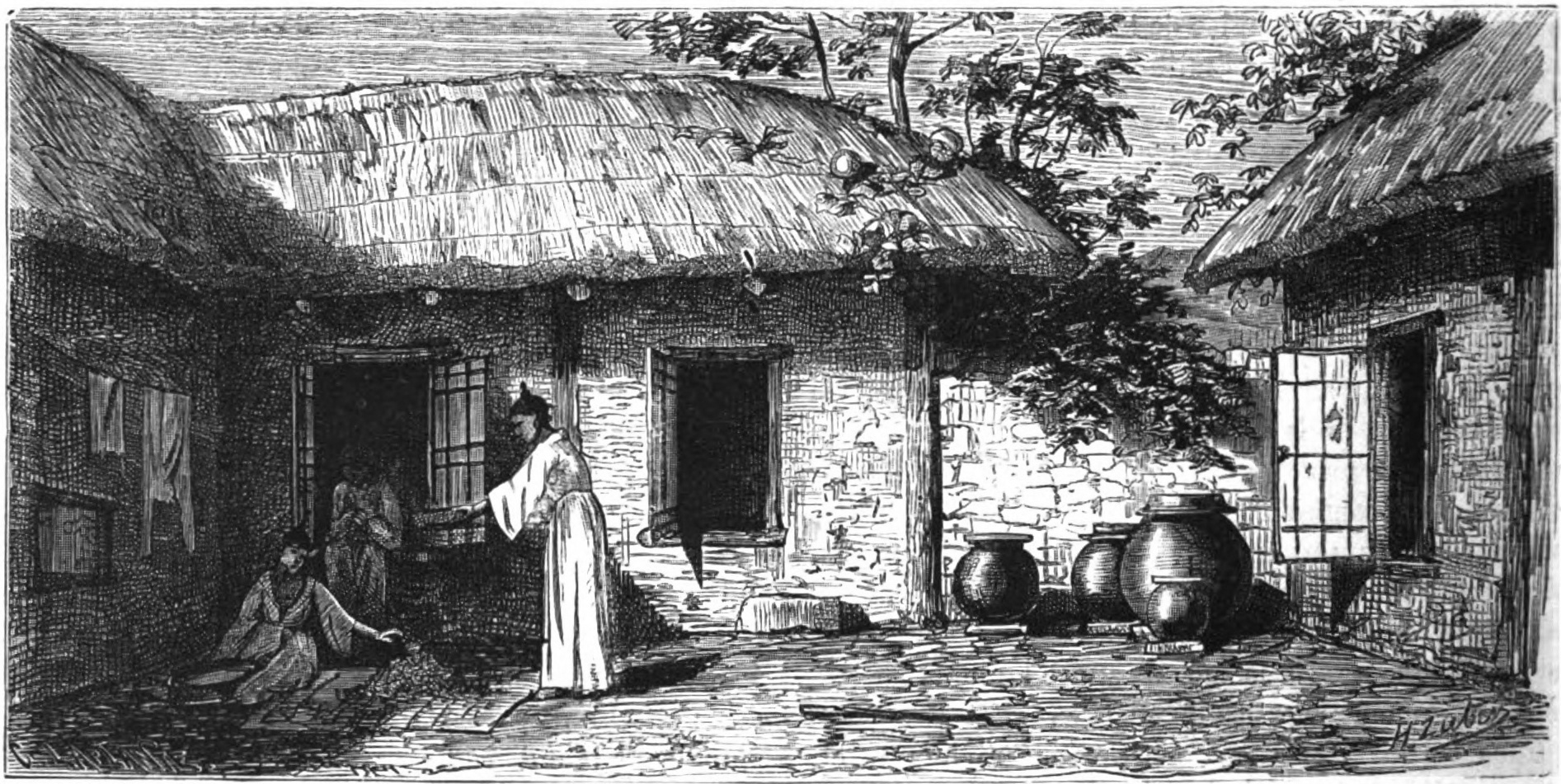
農家の庭
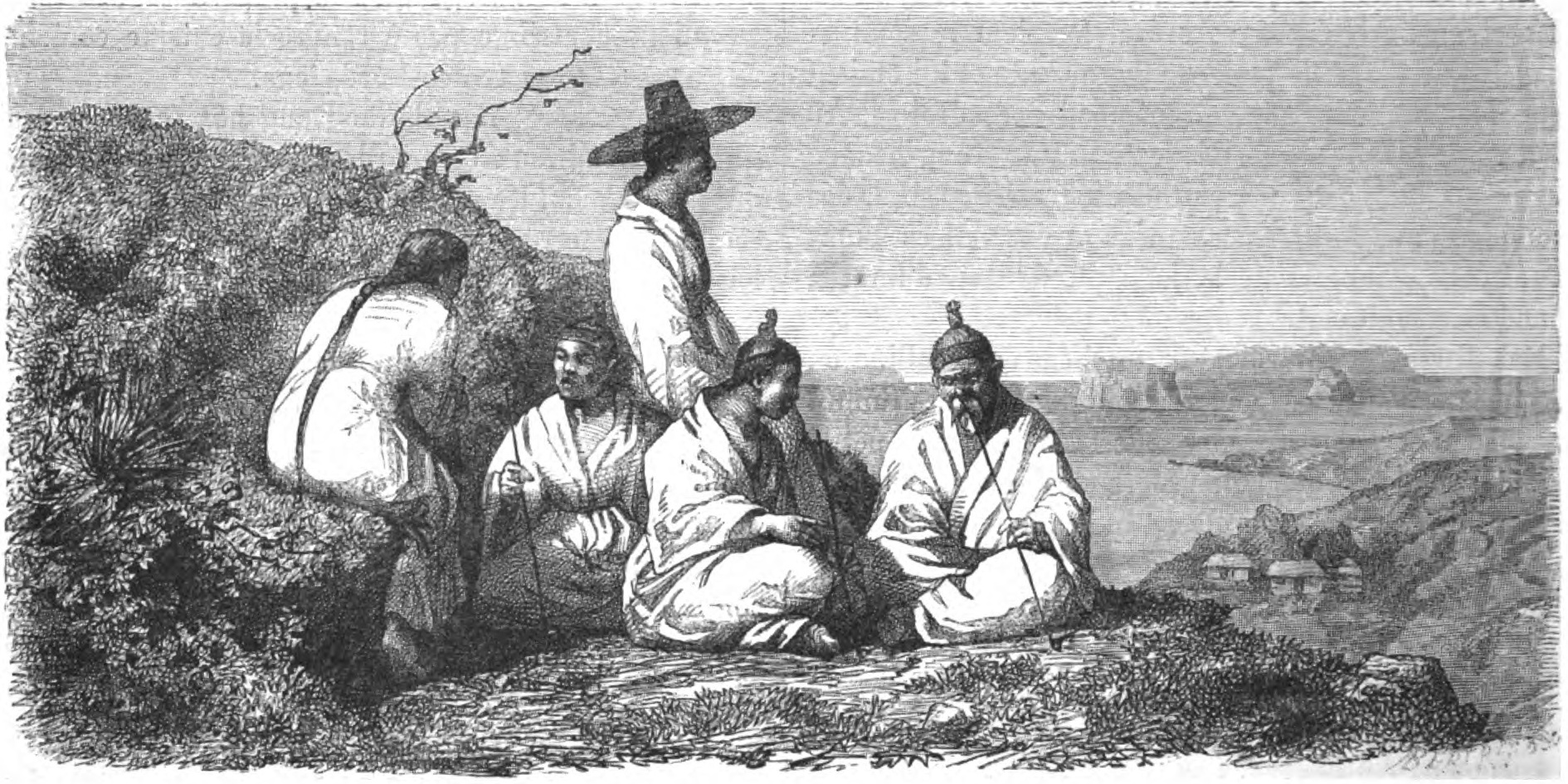
朝鮮の人々